# Alaska y Mario
Alaska y Mario es un programa español de telerrealidad basado en la vida de Alaska y Mario Vaquerizo. Estuvo producido por El Terrat y en su última temporada por Viacom; y empezó sus emisiones en MTV España en 2011, pasando a emitirse también simultáneamente en Paramount Network en 2018. Además, debido a la popularidad de la pareja en diferentes países de habla hispana de América, el espacio también se emite en otros países.
El espacio sigue todos los aspectos de la vida de Alaska y Mario Vaquerizo, de forma similar a otros programas de MTV como The Osbournes. En su primera temporada se centró en los preparativos de su boda en Madrid, así como en la relación con su familia y amigos. Aunque sólo estaba previsto que se grabaran ocho episodios, los buenos datos de audiencia de Alaska y Mario hicieron que MTV España (y Paramount Network en su quinta temporada) grabara un total de cinco temporadas.
Desde abril de 2023, el reality se encuentra disponible en la plataforma de streaming Pluto TV.

## Desarrollo
Alaska y Mario Vaquerizo son pareja sentimental desde hace más de 20 años y residen en Madrid, cerca de la Gran Vía. Aunque ya se casaron en 1999 mientras hacían un reportaje para la revista Rolling Stone, en una capilla de boda de Las Vegas (Estados Unidos) caracterizados como Elvis Presley y Dolly Parton, su compromiso no tenía validez en España.
Doce años después, la pareja aceptó grabar un espacio de telerrealidad para MTV España, donde se mostrarían los preparativos de su boda en España. Durante un mes, se grabó toda la vida de la pareja, incluyendo su trabajo, su relación con familiares y amigos, el proceso de doble nacionalización de Alaska y los preparativos de la boda. La pareja celebró dos ceremonias: una boda civil, con banquete nupcial para los familiares, y otra para los amigos en la fachada del Hotel Emperador de la Gran Vía. La ceremonia civil se celebró el viernes 27 de mayo de 2011. En la segunda temporada se retransmitió su luna de miel por Estados Unidos. La tercera temporada contó los preparativos del 50 cumpleaños de Alaska.
Después de que MTV emitiera tres temporadas, éste fue cancelado después de que el canal dejara de emitir en abierto en TDT, en un principio, sin posibilidad de volver. En mayo de 2014, el propio Mario Vaquerizo confirmó que el espacio no contaría con una cuarta temporada por falta de presupuesto por parte de la cadena. Sin embargo, el 11 de junio de 2015, MTV España confirmó que el programa había sido renovado para una cuarta temporada, cuyo estreno fue el 6 de septiembre de ese mismo año.
El tono del programa es desenfadado y kitsch, mostrando con naturalidad la forma de vida de la pareja. Aunque Alaska ya era conocida para el gran público, la figura de Mario Vaquerizo se popularizó gracias a su comportamiento extravagante y espontáneo.

## Protagonistas

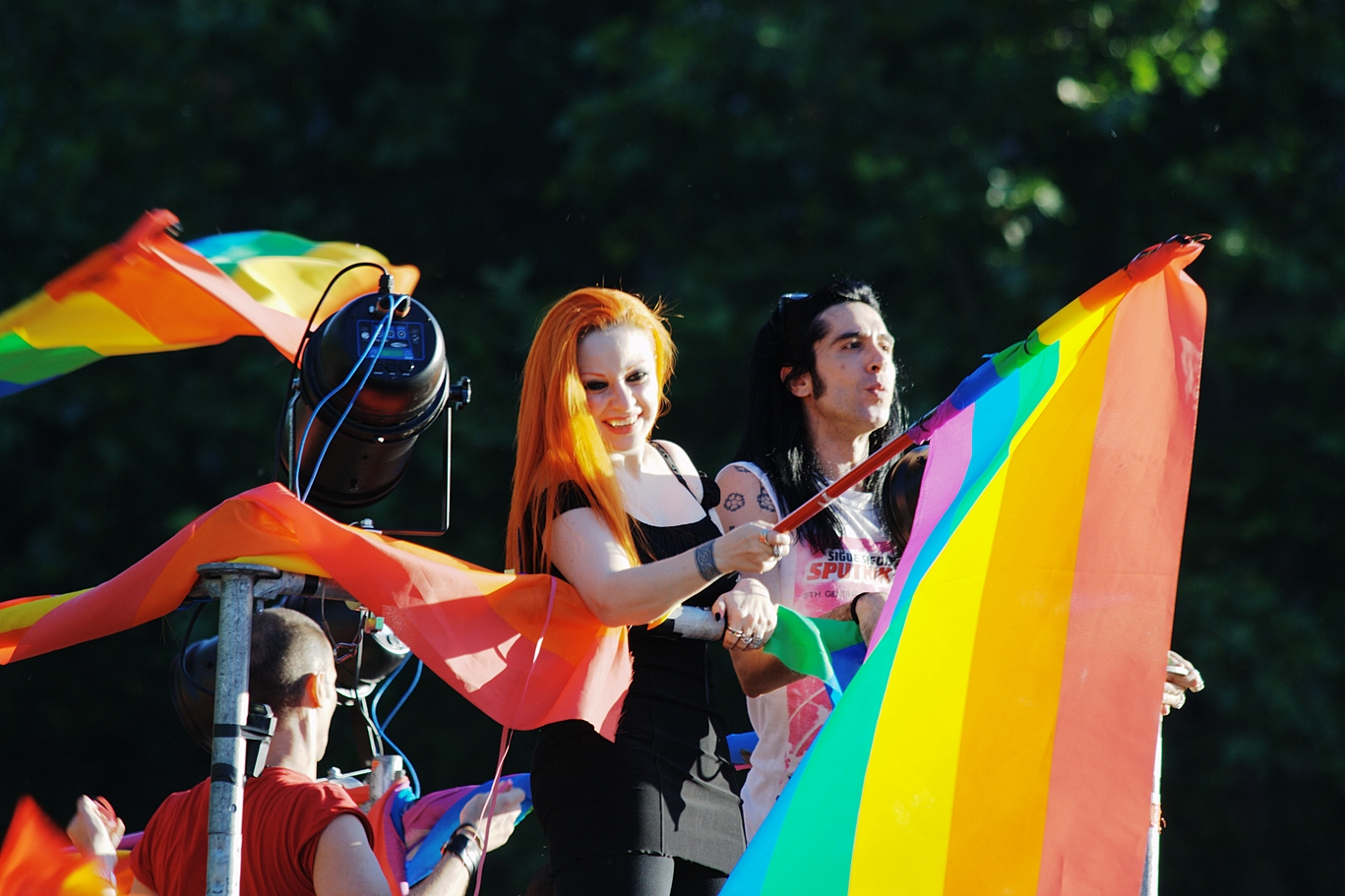
Alaska y Mario Vaquerizo, durante una marcha del Orgullo Gay en Madrid (2008).

### Alaska
Alaska (1963), cuyo nombre real es Olvido Gara, es una cantante, presentadora y actriz mexicana-española. Se dio a conocer en los años 1970 en los primeros compases de la Movida madrileña, con el grupo Kaka de Luxe, y a nivel comercial obtuvo éxito en la década de 1980 con Alaska y los Pegamoides y Alaska y Dinarama. Además, presentó el programa infantil La Bola de Cristal en Televisión Española. Desde 1989 forma parte del grupo Fangoria junto a Nacho Canut, quien compone las letras. Las ventas de todas sus producciones musicales sobrepasan los 15 millones de copias.

### Mario Vaquerizo
Mario Vaquerizo (1974) es un representante musical, que gestiona las carreras de Fangoria, Dover y la actriz Leonor Watling. Además es el vocalista principal de Nancys Rubias, un grupo especializado en versiones. Licenciado en periodismo, conoció a Alaska gracias a su trabajo en una discográfica. A raíz del éxito de Alaska y Mario, el interés hacia su persona aumentó, y Mario comenzó a participar en otros programas de televisión, como El Hormiguero de Pablo Motos en Antena 3.

## Sinopsis

### Temporada 1 (2011)
En la primera temporada podemos ver la vida cotidiana de Mario Vaquerizo y Alaska junto con sus amigos y familiares más célebres como Topacio Fresh, América Jova, Carmen Lomana, Nancys Rubias, etc.
Aparte de su vida cotidiana, la pareja desea celebrar su segunda boda pero esta vez en España para que sea legal, y en esta temporada es donde planean cada detalle de la boda y su celebración.

### Temporada 2 (2012)
Después de su segunda boda Alaska y Mario deciden viajar a Estados Unidos, principalmente a Las Vegas donde se casaron por primera vez en 1999 para celebrar su luna de miel, pero esta vez son acompañados por las Nancys Rubias y Topacio Fresh.
No obstante, antes de viajar deciden hacer algunas visitas a América (madre de Alaska), a los padres de Mario, a amigos de la pareja (Lucía Bosé, Fabio McNamara...) y actúan junto a Bimba Bosé interpretando «Absolutamente» en un desfile de moda del diseñador David Delfín. Ya en Estados Unidos visitan algunos lugares de Las Vegas y viajan hasta el Gran Cañón del Colorado, observan la preparación de los premios Oscars, y por último se celebra la boda de Topacio Fresh y Sylvia Superestar con sus respectivos maridos en Las Vegas.

### Temporada 3 (2013)
Esta temporada se basa principalmente en el quincuagésimo cumpleaños de Alaska que se celebra en Florida Park con varias actuaciones de sus amigos, y Mario se pone en marcha para que salga perfecto.
Por otra parte, la pareja junto a la galerista y amiga Topacio Fresh deciden apoyar a algunas organizaciones y para ello organizan una subasta benéfica donde se subastan algunos objetos de Alaska y Mario. El grupo Nancys Rubias se preparan para grabar el videoclip de su hit veraniego «Me encanta», un cover del éxito de Icona Pop y que fue dirigido por Alejandro Amenábar.
Por supuesto, no faltan las visitas a la casa rosa: Carmina Barrios y Paco León, Eduardo Casanova y algunos miembros de Gandía Shore.

### Temporada 4 (2015)
El 5 de julio se emitió un especial haciendo un repaso de las temporadas anteriores junto a comentarios de profesionales para anunciar el regreso de la cuarta temporada el 6 de septiembre de 2015. 
Esta temporada está basada en las diferentes actividades que realiza la pareja durante el verano de 2015. Visitando a amigos como David Delfín en Málaga o Víctor Sandoval en Barcelona. También se pudo ver una parte del proceso de grabación del que sería el nuevo disco de Fangoria (Canciones para robots románticos), y el festival “Topichella”, realizado en la finca Don Viejo propiedad de Topacio Fresh.

### Temporada 5 (2018)
El reality anunció su regreso en 2018 con una quinta temporada donde los protagonistas viajan a sus orígenes (Mario en el barrio de Vicálvaro y Alaska en México). En esta ocasión, el programa cambia de productora, pasando de El Terrat a Viacom.
En la promo, salen Alaska y Mario Vaquerizo con tendencias mexicanas como la lucha libre y los mariachis. La canción temática de la temporada es una versión moderna de El huracán mexicano de Fangoria.

## Temporadas
| Temporada | Temporada | Episodios | Estreno                 | Final                  | Audiencia media | Audiencia media |
| Temporada | Temporada | Episodios | Estreno                 | Final                  | Espectadores    | Cuota           |
| --------- | --------- | --------- | ----------------------- | ---------------------- | --------------- | --------------- |
|           | 1         | 8         | 11 de mayo de 2011      | 29 de junio de 2011    | 245 000         | 1,3%            |
|           | 2         | 8         | 18 de marzo de 2012     | 13 de mayo de 2012     | 280 000         | 1,5%            |
|           | 3         | 8         | 19 de mayo de 2013      | 7 de julio de 2013     | 348 000         | 2,0%            |
|           | 4         | 8         | 6 de septiembre de 2015 | 1 de noviembre de 2015 | 52 000          | 0,3%            |
|           | 5         | 6         | 10 de junio de 2018     | 8 de julio de 2018     | 233 000         | 1,5%            |
| Media     | Media     | 38        | 2011                    | 2018                   | 232 000         | 1,3%            |

## Audiencias

### Temporada 1 (2011)
| N.º | Título              | Estreno             | Audiencia      |
| --- | ------------------- | ------------------- | -------------- |
| 01  | Nos casamos         | 11 de mayo de 2011  | 179 000 (0,9%) |
| 02  | La dieta            | 18 de mayo de 2011  | 237 000 (1,2%) |
| 03  | ¿Dónde nos casamos? | 25 de mayo de 2011  | 156 000 (0,8%) |
| 04  | Burger Party        | 1 de junio de 2011  | 174 000 (0,9%) |
| 05  | Padres por un día   | 8 de junio de 2011  | 235 000 (1,4%) |
| 06  | Ibiza Mix           | 15 de junio de 2011 | 240 000 (1,6%) |
| 07  | La cuenta atrás     | 22 de junio de 2011 | 365 000 (2,6%) |
| 08  | La boda             | 29 de junio de 2011 | 374 000 (2,6%) |

### Temporada 2 (2012)
| N.º | Título               | Estreno             | Audiencia      |
| --- | -------------------- | ------------------- | -------------- |
| 01  | No sin mis amigos    | 18 de marzo de 2012 | 241 000 (1,3%) |
| 02  | Absolutamente        | 25 de marzo de 2012 | 269 000 (1,3%) |
| 03  | El testamento        | 8 de abril de 2012  | 232 000 (1,3%) |
| 04  | San Valentín         | 15 de abril de 2012 | 300 000 (1,4%) |
| 05  | ¡Nos vamos!          | 22 de abril de 2012 | 321 000 (1,6%) |
| 06  | Los Ángeles          | 29 de abril de 2012 | 189 000 (1,0%) |
| 07  | On the Road          | 6 de mayo de 2012   | 360 000 (1,8%) |
| 08  | Las Vegas, sí quiero | 13 de mayo de 2012  | 326 000 (1,8%) |

### Temporada 3 (2013)
| N.º | Título                      | Estreno             | Audiencia      |
| --- | --------------------------- | ------------------- | -------------- |
| 01  | ¡Qué maravilla, Carmina!    | 19 de mayo de 2013  | 324 000 (1,6%) |
| 02  | ¡Qué maravilla, Gandía!     | 26 de mayo de 2013  | 379 000 (1,9%) |
| 03  | ¡Qué maravilla, Star Trek!  | 2 de junio de 2013  | 359 000 (1,9%) |
| 04  | ¡Qué maravilla, Fangoria!   | 9 de junio de 2013  | 412 000 (2,0%) |
| 05  | ¡Qué maravilla, Barcelona!  | 16 de junio de 2013 | 380 000 (2,2%) |
| 06  | ¡Qué maravilla, Las Nancys! | 23 de junio de 2013 | 176 000 (1,1%) |
| 07  | ¡Qué maravilla, la subasta! | 30 de junio de 2013 | 364 000 (2,2%) |
| 08  | ¡Qué maravilla, los 50!     | 7 de julio de 2013  | 386 000 (2,7%) |

### Temporada 4 (2015)
| N.º | Título                          | Estreno                  | Audiencia     |
| --- | ------------------------------- | ------------------------ | ------------- |
| 01  | ¡Qué calor!                     | 6 de septiembre de 2015  | 76 000 (0,4%) |
| 02  | Vacaciones en Marbella          | 13 de septiembre de 2015 | 28 000 (0,2%) |
| 03  | Vacaciones en Don Viejo         | 20 de septiembre de 2015 | 27 000 (0,2%) |
| 04  | Vacaciones en Barcelona         | 27 de septiembre de 2015 | 42 000 (0,3%) |
| 05  | Vacaciones en Benidorm          | 4 de octubre de 2015     | 59 000 (0,3%) |
| 06  | Vacaciones en Ibiza             | 11 de octubre de 2015    | 85 000 (0,4%) |
| 07  | Vacaciones en la granja escuela | 18 de octubre de 2015    | 61 000 (0,3%) |
| 08  | Festival Topichella             | 1 de noviembre de 2015   | 68 000 (0,5%) |

### Temporada 5 (2018)
| N.º | Título           | Estreno             | Audiencia      |
| --- | ---------------- | ------------------- | -------------- |
| 01  | Huracán mexicano | 10 de junio de 2018 | 288 000 (1,7%) |
| 02  | Huracán bingo    | 10 de junio de 2018 | 258 000 (1,4%) |
| 03  | Huracán camas    | 17 de junio de 2018 | 235 000 (1,4%) |
| 04  | Huracán Flores   | 24 de junio de 2018 | 206 000 (1,4%) |
| 05  | Huracán maletas  | 1 de julio de 2018  | 186 000 (1,2%) |
| 06  | Huracán final    | 8 de julio de 2018  | 223 000 (1,8%) |

## Repercusión
Alaska y Mario fue uno de los primeros éxitos de audiencia de MTV España, en su etapa como canal en la televisión digital terrestre. Los dos primeros episodios, estrenados el 11 de mayo, obtuvieron un 1,0% de share, mientras que el último capítulo donde se grabó la boda marcó un récord del 2,6% de share y 365.000 espectadores. En ambos casos superó el share medio de la cadena.